# Grand’ Anse (miejscowość na wyspie Praslin)
Grand’ Anse – miejscowość na Seszelach położona w południowej części wyspy Praslin, stolica dystryktu Grand’ Anse.